# Sonet

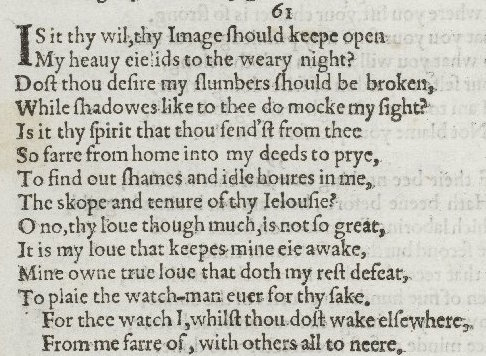
Sonet 61 v kvartě Shakespearových sonetů z roku 1609

Sonet (z provensálského sonet nebo z italského sonetto, tj. písnička) je literární poetický útvar, který vznikl v 1. pol. 13. století, vyznačující se přesně vymezenou strukturou 14 veršů a logickým členěním (14 veršů je rozdělených do dvou čtyřveršových a dvou trojveršových slok). V románských jazycích se v sonetech užívá obvykle hendekasylabu nebo alexandrínu, v angličtině jambického pentametru. Poněkud zastaralý český překlad slova sonet je znělka.

## Italský sonet
Italský sonet zřejmě vymyslel Giacomo da Lentini, hlavní představitel sicilské školy za vlády Fridricha II. Později jej znovu objevil Guiltone d'Arezzo a přinesl jej do Toskány, kde jej také uzpůsobil místnímu jazyku. Sám pak složil téměř 300 sonetů. Další italští básníci tohoto období, tedy 13. století, skládali sonety, mezi nimi Dante Alighieri (1265–1321), Guido Cavalcanti (asi 1250–1300) a zvláště Francesco Petrarca (1304–1374).
Voi ch’ascoltate in rime sparse il suono

di quei sospiri ond’io nudriva ’l core

in sul mio primo giovenile errore

quand’era in parte altr’uom da quel ch’i’ sono,

del vario stile in ch’io piango et ragiono

fra le vane speranze e ’l van dolore,

ove sia chi per prova intenda amore,

spero trovar pietà, nonché perdono.

Ma ben veggio or sì come al popol tutto

favola fui gran tempo, onde sovente

di me medesmo meco mi vergogno;

et del mio vaneggiar vergogna è ’l frutto,

e ’l pentersi, e ’l conoscer chiaramente

che quanto piace al mondo è breve sogno.
(Francesco Petrarca, Canzoniere, sonet první)
V původní podobě byl italský sonet rozdělen do osmiverší a šestiverší. Osmiverší obsahovalo propozici a šestiverší pak přineslo její řešení. Původní da Lentiniho sonet měl rýmovou strukturu a-b-a-b, a-b-a-b, avšak sonet brzy získal strukturu a-b-b-a, a-b-b-a. Šestiverší bylo možné rýmovat dvěma způsoby: c-d-e-c-d-e a c-d-c-c-d-c. Později byla uvedena i další rýmová schémata. Devátý verš (tzv. volta) tvořil obrat v celé básni a změnu tématu či atmosféry sonetu.

## Anglický sonet
Italský sonet zavádí do anglické literatury Thomas Wyatt na počátku 16. století, jehož sonety jsou však většinou překlady Petrarcových a Ronsardových sonetů. Následuje velká renesance sonetu anglicky píšícími autory, postupně sonet začíná obsahovat také nová témata: John Donne a George Herbert např. v 17. století píší náboženské sonety a John Milton obecně meditativní poezii. V této době také vzniká nové schéma sonetu, nazývané sonetem anglickým. Mezi básníky, kteří jej uvedli do života, patří Philip Sidney, Michael Drayton, Samuel Daniel a William Shakespeare, po němž se anglickému sonetu říká někdy též sonet shakespearovský.
Anglický sonet tvoří tři čtyřverší a dvojverší. Toto závěrečné dvojverší (couplet) pak přináší nečekaný tematický nebo obrazový obrat. Obvyklé rýmové schéma sonetu je a-b-a-b, c-d-c-d, e-f-e-f, g-g. Samozřejmě angličtí a američtí básníci píší také sonety italské. Sonet The New Colossus (Nový kolos) od Emmy Lazarusové, který je vyryt na bronzové desce na podstavci Sochy Svobody, má schéma abba abba cdc dcd.
Not like the brazen giant of Greek fame,
With conquering limbs astride from land to land;
Here at our sea-washed, sunset gates shall stand
A mighty woman with a torch, whose flame
Is the imprisoned lightning, and her name
Mother of Exiles. From her beacon-hand
Glows world-wide welcome; her mild eyes command
The air-bridged harbor that twin cities frame.
“Keep, ancient lands, your storied pomp!” cries she
With silent lips. “Give me your tired, your poor,
Your huddled masses yearning to breathe free,
The wretched refuse of your teeming shore.
Send these, the homeless, tempest-tost to me,
I lift my lamp beside the golden door!